# Rock Rotten’s 9mm Assi Rock’n’Roll
Rock Rotten’s 9mm Assi Rock’n’Roll oder kurz 9mm ist eine deutsche Band, welche eine Mischung aus Hard Rock und Punk mit Einflüssen von Metal spielt.
Die Band wurde von Rock Rotten gegründet. Ihr Debütalbum Assi Rock’n’Roll veröffentlichte die Band 2006. Ihr Album Champagner, Koks und Nutten erreichte 2010 Platz 2 der deutschen Charts. 9mm waren unter anderem mit Doro, U.D.O. und Grave Digger auf Tournee und spielten auf den Festivals Wacken Open Air und G.O.N.D.

## Diskografie
Alben
- 2006: Assi Rock’n’Roll
- 2008: Fegefeuer
- 2009: Quo Vadis
- 2010: Champagner, Koks und Nutten
- 2011: Dem Teufel ein Gebet
- 2012: Volle Kraft Voraus
- 2015: Nitro Killers

Rock Rotten’s 9mm Assi Rock’n’Roll beim Wacken Open Air 2016
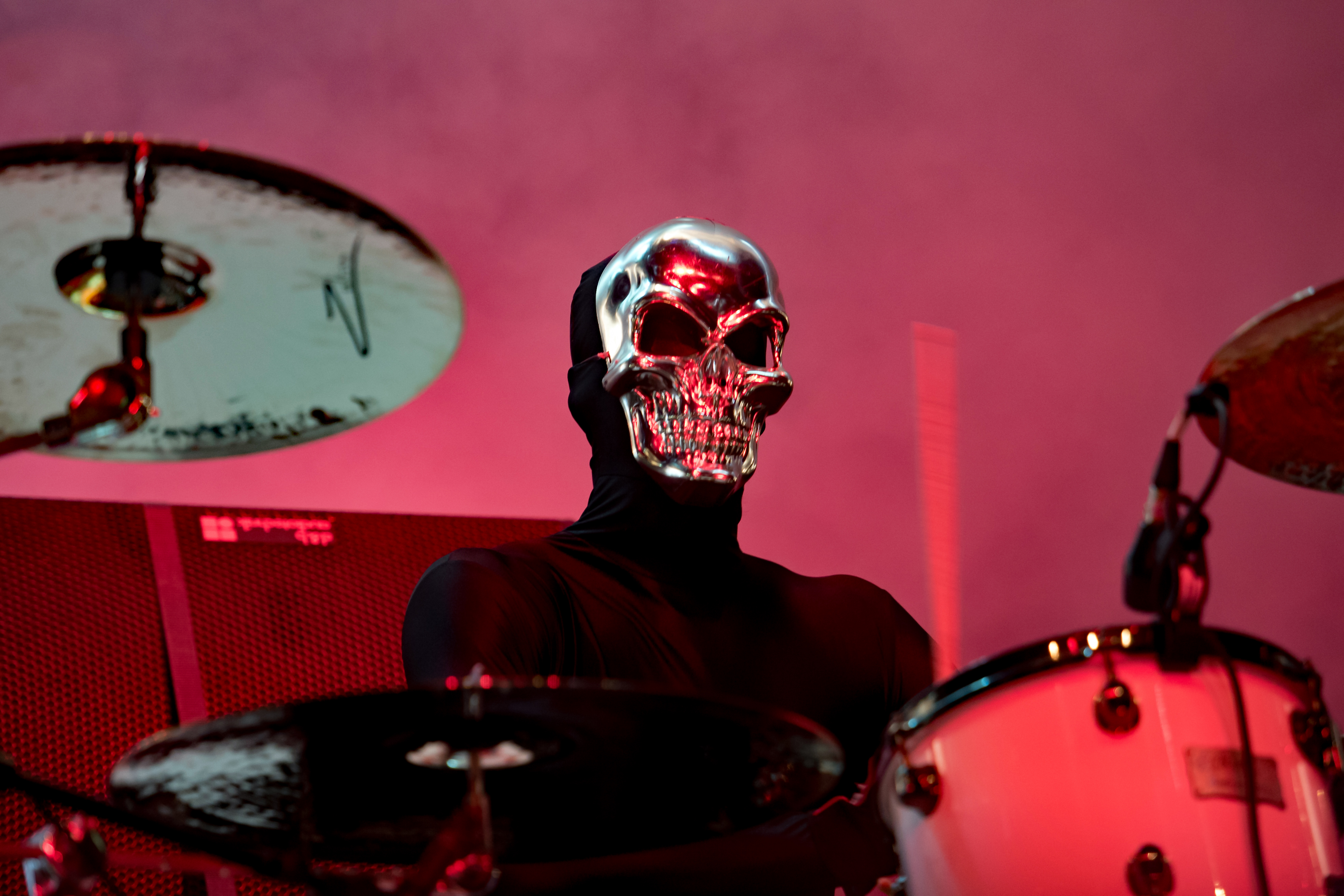
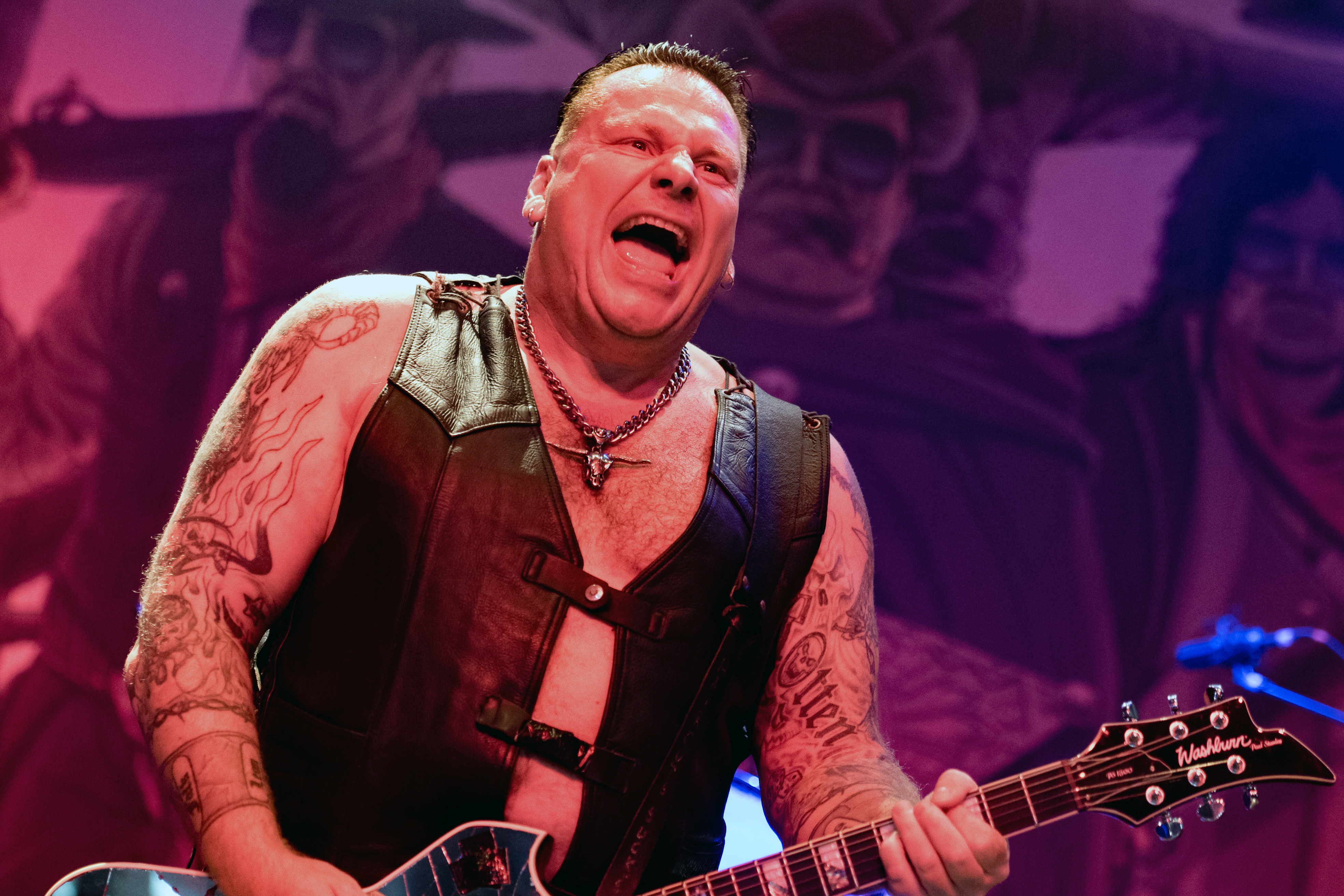
Rock Rotten
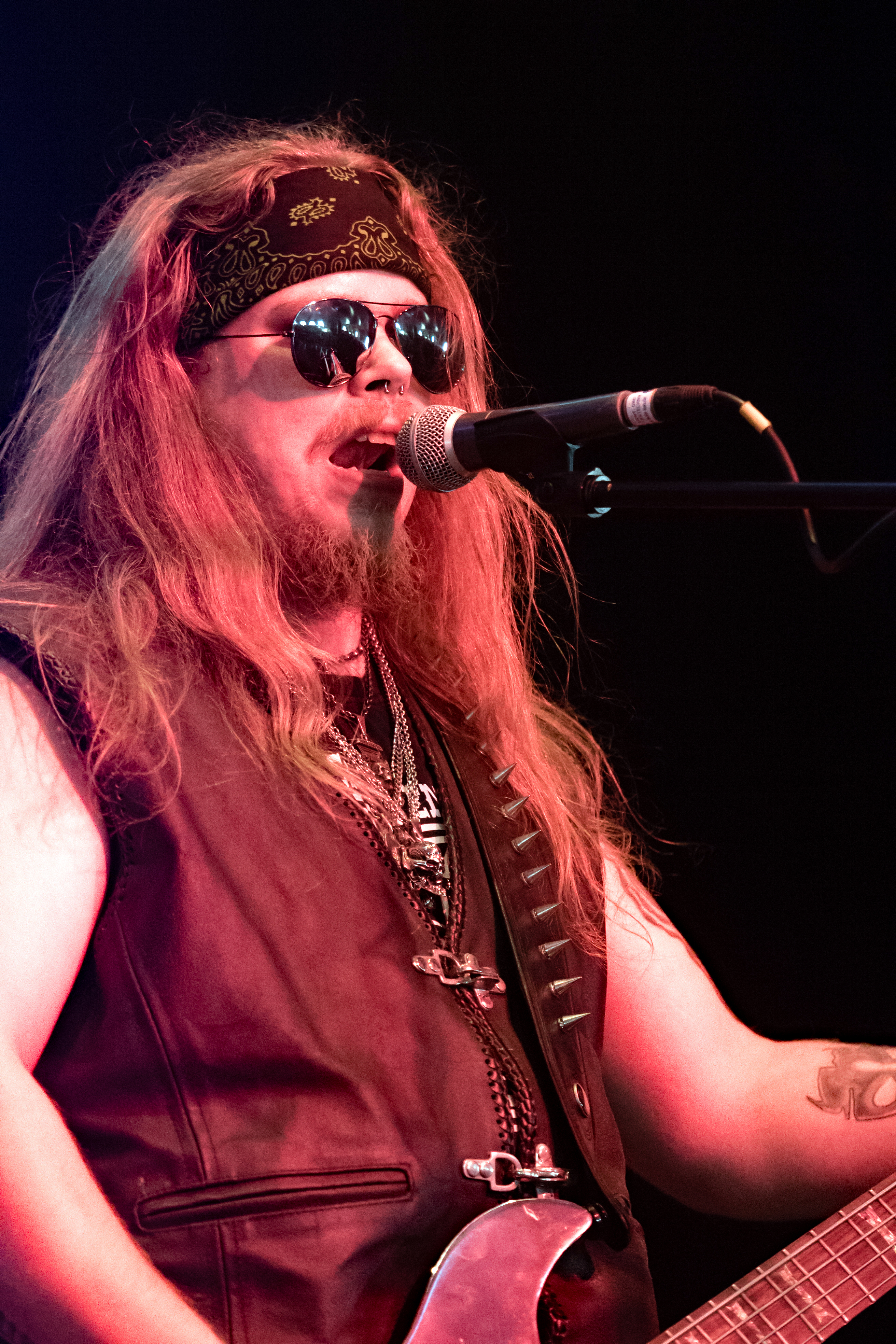
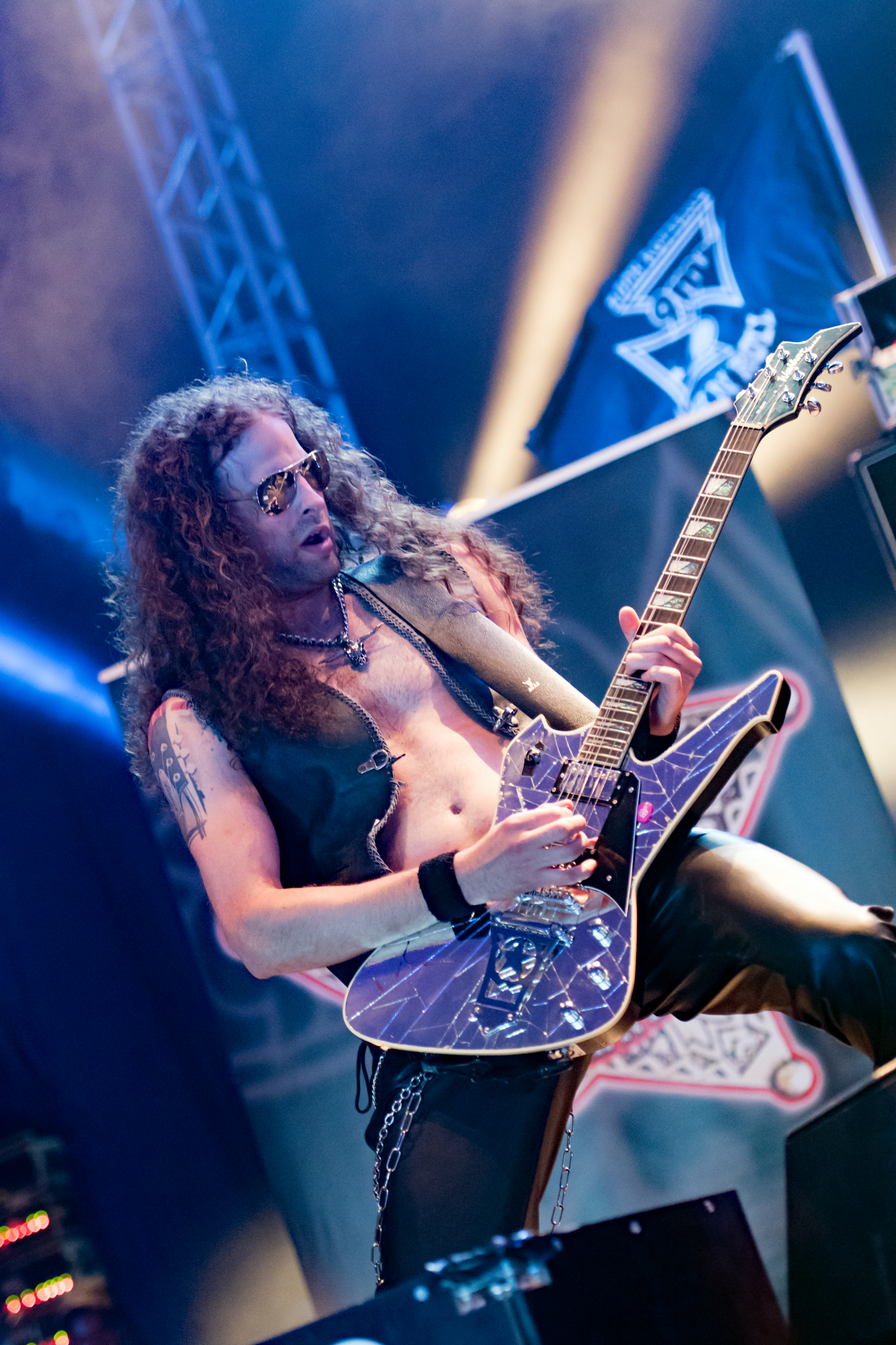